# Юстина Іскшицька
Юстина Іскшицька (пол. Justyna Iskrzycka; нар. 7 листопада 1997, с. Данковіце, Ґміна Вілямовіце, Бельський повіт, Сілезьке воєводство, Польща) — польська веслувальниця, бронзова призерка Олімпійських ігор 2020 року.

## Виступи на Олімпіадах
| Олімпіада  | Дисципліна                    | Місце |
| ---------- | ----------------------------- | ----- |
| Токіо 2020 | байдарка-одиночка, 500 метрів | 11    |
| Токіо 2020 | байдарка-четвірка, 500 метрів | 3     |